# Cúp quốc gia Scotland 1950–51
 Cúp quốc gia Scotland 1950–51 là mùa giải thứ 66 của giải đấu bóng đá loại trực tiếp uy tín nhất Scotland. Chức vô địch thuộc về Celtic khi đánh bại Motherwell trong trận Chung kết.

## Vòng Một
| Đội nhà              | Tỉ số | Đội khách            |
| -------------------- | ----- | -------------------- |
| Aberdeen             | 6 – 1 | Inverness Caledonian |
| Albion Rovers        | 1 – 1 | Stenhousemuir        |
| Alloa Athletic       | 2 – 3 | Hearts               |
| Brechin City         | 3 – 2 | Berwick Rangers      |
| Dumbarton            | 0 – 2 | St Johnstone         |
| Dundee               | 2 – 2 | Dundee United        |
| Dunfermline Athletic | 0 – 3 | Clyde                |
| Duns                 | 3 – 1 | Forres Mechanics     |
| East Fife            | 2 – 2 | Celtic               |
| East Stirlingshire   | 2 – 1 | Kilmarnock           |
| Falkirk              | 0 – 2 | Airdrieonians        |
| Hamilton Academical  | 2 – 2 | Elgin City           |
| Greenock Morton      | 2 – 2 | Cowdenbeath          |
| Partick Thistle      | 1 – 1 | Raith Rovers         |
| Peterhead            | 0 – 4 | Motherwell           |
| Queen's Park         | 3 – 1 | Arbroath             |
| Rangers              | 2 – 0 | Queen of the South   |
| St Mirren            | 1 – 1 | Hibernian            |
| Stirling Albion      | 1 – 2 | Ayr United           |
| Third Lanark         | 5 – 2 | Forfar Athletic      |

### Đá lại
| Đội nhà       | Tỉ số | Đội khách           |
| ------------- | ----- | ------------------- |
| Celtic        | 4 – 2 | East Fife           |
| Cowdenbeath   | 1 – 2 | Greenock Morton     |
| Dundee United | 0 – 1 | Dundee              |
| Elgin City    | 0 – 3 | Hamilton Academical |
| Hibernian     | 5 – 0 | St Mirren           |
| Raith Rovers  | 1 – 0 | Partick Thistle     |
| Stenhousemuir | 1 – 2 | Albion Rovers       |

## Vòng Hai
| Đội nhà            | Tỉ số | Đội khách           |
| ------------------ | ----- | ------------------- |
| Aberdeen           | 4 – 0 | Third Lanark        |
| Albion Rovers      | 0 – 2 | Clyde               |
| Celtic             | 4 – 0 | Duns                |
| East Stirlingshire | 1 – 5 | Hearts              |
| Greenock Morton    | 3 – 3 | Airdrieonians       |
| Motherwell         | 4 – 1 | Hamilton Academical |
| Queen's Park       | 1 – 3 | Ayr United          |
| Raith Rovers       | 5 – 2 | Brechin City        |
| Rangers            | 2 – 3 | Hibernian           |
| St Johnstone       | 1 – 3 | Dundee              |

### Đá lại
| Đội nhà       | Tỉ số | Đội khách       |
| ------------- | ----- | --------------- |
| Airdrieonians | 2 – 1 | Greenock Morton |

## Vòng Ba
| Đội nhà       | Tỉ số | Đội khách |
| ------------- | ----- | --------- |
| Airdrieonians | 4 – 0 | Clyde     |
| Hearts        | 1 – 2 | Celtic    |

## Tứ kết
| Đội nhà       | Tỉ số | Đội khách    |
| ------------- | ----- | ------------ |
| Airdrieonians | 0 – 3 | Hibernian    |
| Ayr United    | 2 – 2 | Motherwell   |
| Celtic        | 3 – 0 | Aberdeen     |
| Dundee        | 1 – 2 | Raith Rovers |

### Đá lại
| Đội nhà    | Tỉ số | Đội khách  |
| ---------- | ----- | ---------- |
| Motherwell | 2 – 1 | Ayr United |

## Bán kết
| Celtic | v | Raith Rovers |
| ------ | - | ------------ |
|        |   |              |

| Motherwell | v | Hibernian |
| ---------- | - | --------- |
|            |   |           |

## Chung kết
| Celtic  | v          | Motherwell |
| ------- | ---------- | ---------- |
| McPhail | Soccerbase |            |

### Đội bóng
| CELTIC:          |                |
|                  |                |
| GK               | George Hunter  |
| RB               | Sean Fallon    |
| LB               | Alex Rollo     |
| RH               | Bobby Evans    |
| CH               | Alec Boden     |
| LH               | Joe Baillie    |
| RW               | Jock Weir      |
| IR               | Bobby Collins  |
| CF               | John McPhail   |
| IL               | Bertie Peacock |
| LW               | Charlie Tully  |
| Huấn luyện viên: |                |
| Jimmy McGrory    |                |

| MOTHERWELL:      |                   |
|                  |                   |
| GK               | John Johnston     |
| RB               | Willie Kilmarnock |
| LB               | Archie Shaw       |
| RH               | Don McLeod        |
| CH               | Andy Paton        |
| LH               | Willie Redpath    |
| RW               | Wilson Humphries  |
| IR               | Jim Forrest       |
| CF               | Archie Kelly      |
| IL               | Jimmy Watson      |
| LW               | Johnny Aitkenhead |
| Huấn luyện viên: |                   |
| George Stevenson |                   |